# Tre uomini in frak

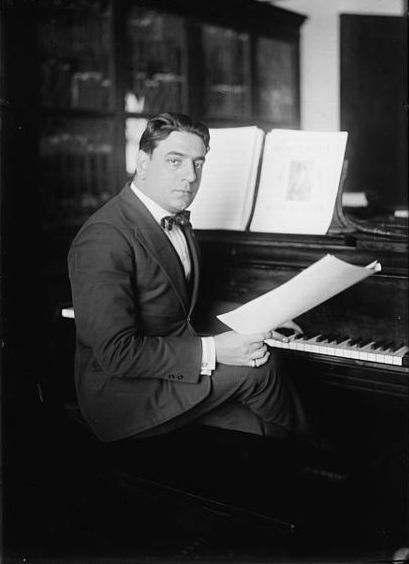
Huvudrollsinnehavaren Tito Schipa vid sitt piano

Tre uomini in frak ("Tre män i frack") är en italiensk filmmusikal från 1933, regisserad av Mario Bonnard. Det gjordes också en fransk version med namnet Trois hommes en habit, även den regisserad av Bonnard. Av skådespelarna är det endast Tito Schipa och Assia Noris som medverkar i båda versionerna. Den italienska versionen är sedan länge spårlöst försvunnen medan den franska är bevarad.

## Om filmen
Filmen spelades in under Bonnards mångåriga utlandsvistelse. Efter att ha gjort film i Tyskland flyttade han till Frankrike och fick där pengar för att göra en film om ett tema som ursprungligen föreslagits av revyförfattaren Michele Galdieri som också skrev det mesta av manuset till filmen. Det finns veterligen inget exemplar bevarat av filmen som hade premiär på Cinema Odeon i Milano. Den kuriösa stavningen "frak" i filmtiteln med en bokstav (k) som normalt inte förekommer i italienskan var ett påhitt av  Galdieri, troligen inspirerat av hans vän Mario Mangini som i sin samtid var känd under pseudonymen Kokasse.

## Handling i huvuddrag
Marcello Palma (Tito Schipa) är en begåvad sångare som lider av scenskräck vilket gör att hans röst sviker honom när han ska uppträda inför publik. Han har två vänner, Gilberto (Eduardo De Filippo) och Andrea (Peppino De Filippo) som erbjuder sig att hjälpa honom men egentligen är ute efter att själva bli kända och firade stjärnor. De uppträder i stället för Marcello men låtsas bara sjunga genom att mima medan det i själva verket är Marcello som står osynlig för publiken och sjunger. Så småningom inser Marcello vad som pågår och lyckas besegra sin scenskräck och hans framträdande blir en succé.